# Нижньотагільський музей образотворчих мистецтв
Нижньотагільський музей образотворчих мистецтв (рос. Нижнетагильский музей изобразительных искусств) — художній музей у місті Нижній Тагіл (Свердловська область, Росія). Один з двох найбільших музеїв міста і другий за величиною і значимістю музей образотворчих мистецтв в області (після Єкатеринбурзького музею образотворчих мистецтв).

## Опис
Музей образотворчих мистецтв розмістився в трьох старовинних будівлях історичного центру міста. Головний корпус музею — це будівля 1865 року в російському міському купецькому стилі, що колись належала тагільському купцеві П. Т. Аксьонову. Там розташована більшість виставкових залів. У цьому ж будинку знаходиться і адміністрація музею. Біля будівлі за парканом є невеликий садок з кількома парковими скульптурами. Будівля має три поверхи. На даху над головним виставковим залом для додаткового освітлення обладнаний скляний призмо-подібний купол з вікнами.
Після війни будівля була перебудована. Площа будівлі була збільшена в півтора рази за рахунок великої двоповерхової прибудови. На даху прибудови музею так само, як і на основній частині будівлі, знаходиться скляний призмо-подібний купол з вікнами, але трохи меншого розміру.
Через вулицю Уральську, навпроти основної будівлі знаходиться другий корпус Музею образотворчих мистецтв. Тут переважно розміщуються творчі студії тагільських художників і скульпторів. У будівлі два поверхи, вона повністю цегляна. На даху є дві декоративні башточки. Будівля є пам'яткою історії та культури регіонального значення.

## Експозиція
У зібранні музею майже 10 000 творів російського і західноєвропейського мистецтва XVI — початку XXI століть. Серед них ікони, живописні роботи російських художників. Російське мистецтво XVIII—XIX ст. представлено творами В. Боровиковського, В. Тропініна, роботами передвижників І. Крамського, І. Шишкіна, О. Саврасова, К. Маковського, І. Левітана, І. Рєпіна, В. Верещагіна, А. Рябушкина, В. Полєнова та інших, а також роботами представників академії мистецтв В. Раєва, Б. Віллевальде, І. Айвазовського, рубежу XIX—XX століть — картинами К. Коровіна, Б. Кустодієва, З. Серебрякової, Є. Лансере та інших майстрів. Незмінний інтерес викликає і твір В. Худоярова, представника знаменитої сім'ї тагільських художників. Російський авангард 1910-1930-х років, який давно завоював міжнародне визнання, представлений в колекції музею роботами А. Лентулова, Я. Паїна, В. Пестель, О. Розанової, Н. Сінезубова, О. Екстер, Б. Ендера, які експонувалися на численних міжнародних виставках.
Основний напрямок у діяльності музею — вітчизняне мистецтво XX століття, і тому в музейній збірці представлені перш за все твори художників Нижнього Тагілу, Москви і Санкт-Петербурга. Важливими для збірки музею є і міні-колекції творів художників XX століття, що увійшли в серії проектів «Повернене ім'я» і «Художники-в'язні совісті». Це колекції робіт учня К. С. Петрова-Водкіна П. Голубятникова, М. Шемякіна, Е. Белютіна, Ф. Лемберського, І. Рубан, В. Діффіне-Крісті, А. Сафохіна, Ф. Мулляра та інших.
Велике значення для збірок Нижньотагільского музею образотворчих мистецтв має колекція творів уральських і тагільських художників, серед яких провідні майстри Єкатеринбурга (Л. Туржанський, А. Антонов, О. Бернгард, М. Брусиловський, В. Волович, В. Комаров, Г. Мосін, Г. Метелєв, Ю. Філоненко, В. Храмцов) і Нижнього Тагілу (П. Бортнов, Е. Бортников, П. Болях, Т. Баданіна, Е. Вагін, Н. і Л. Грачікови, Л. Зудов, М. Дістергефт, В. Зуєв, М. Краской, В. Могилевич, В. Насєдкін, А. Неверов, Ю. Платонов, Є. Седухін, В. Ушакова, Н. Чуднова, О. Подольський та інші).

## Галерея

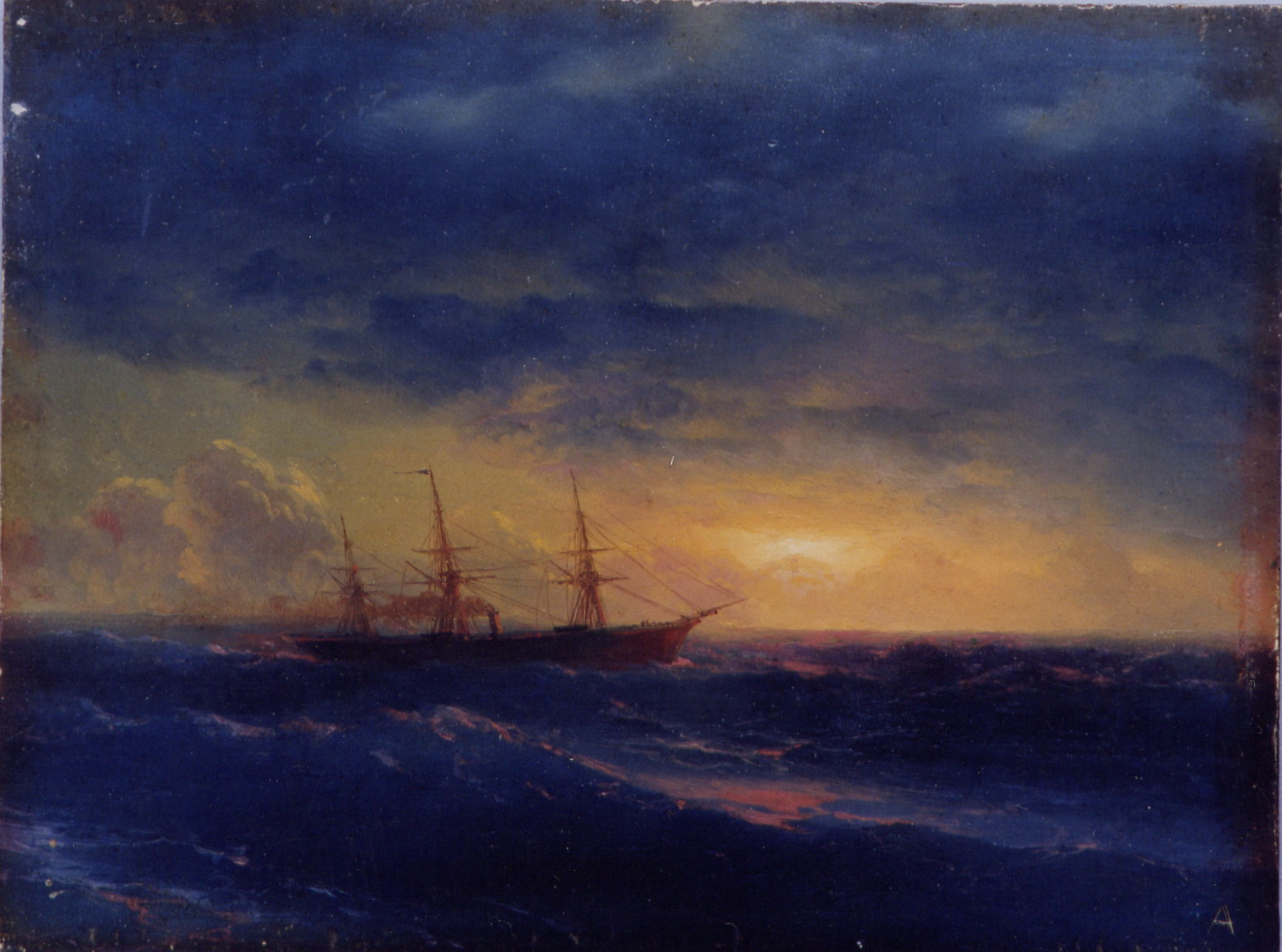
Іван Айвазовський. «Крейсер у морі вночі»
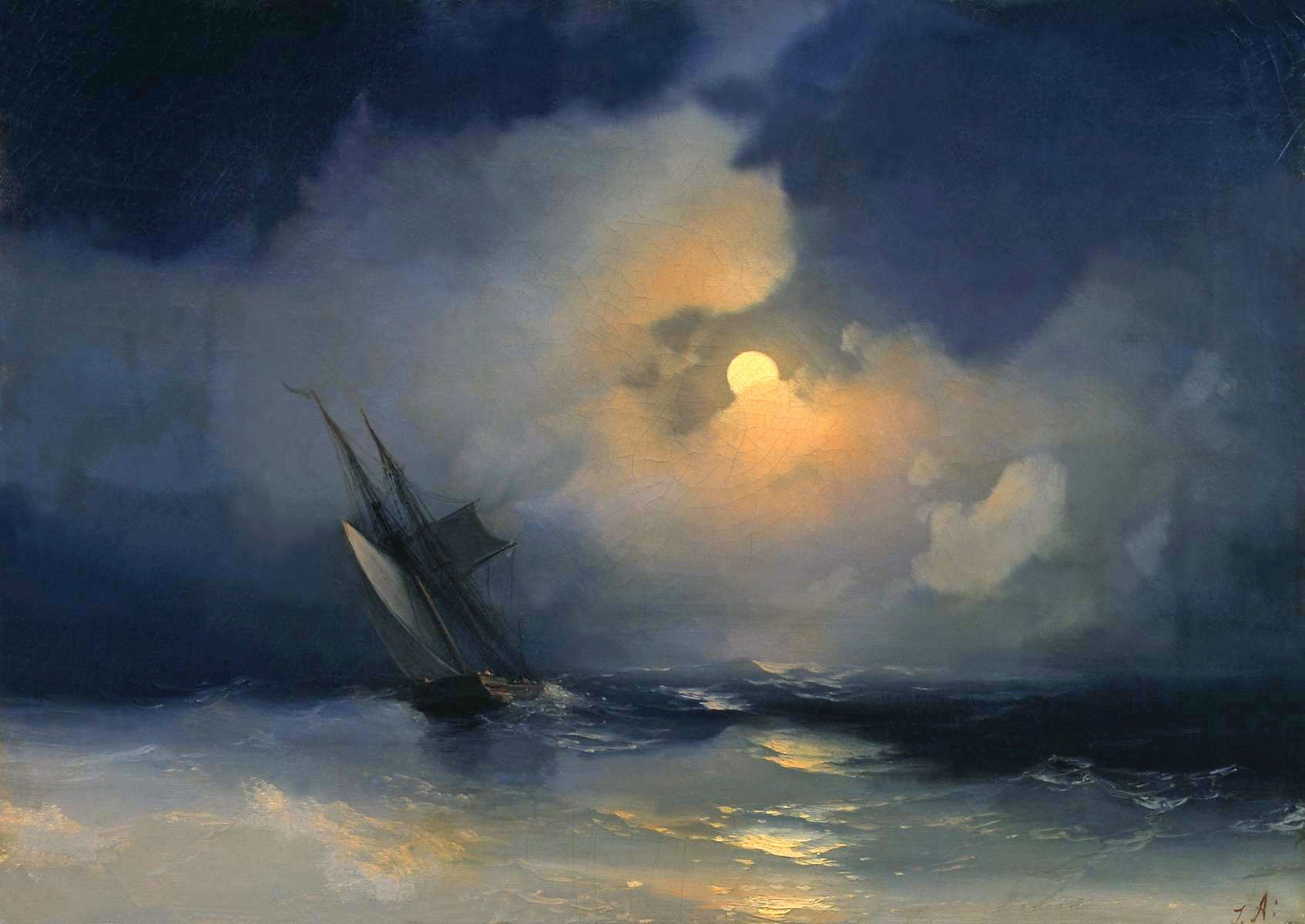
Іван Айвазовський. «Шторм місячної ночі»
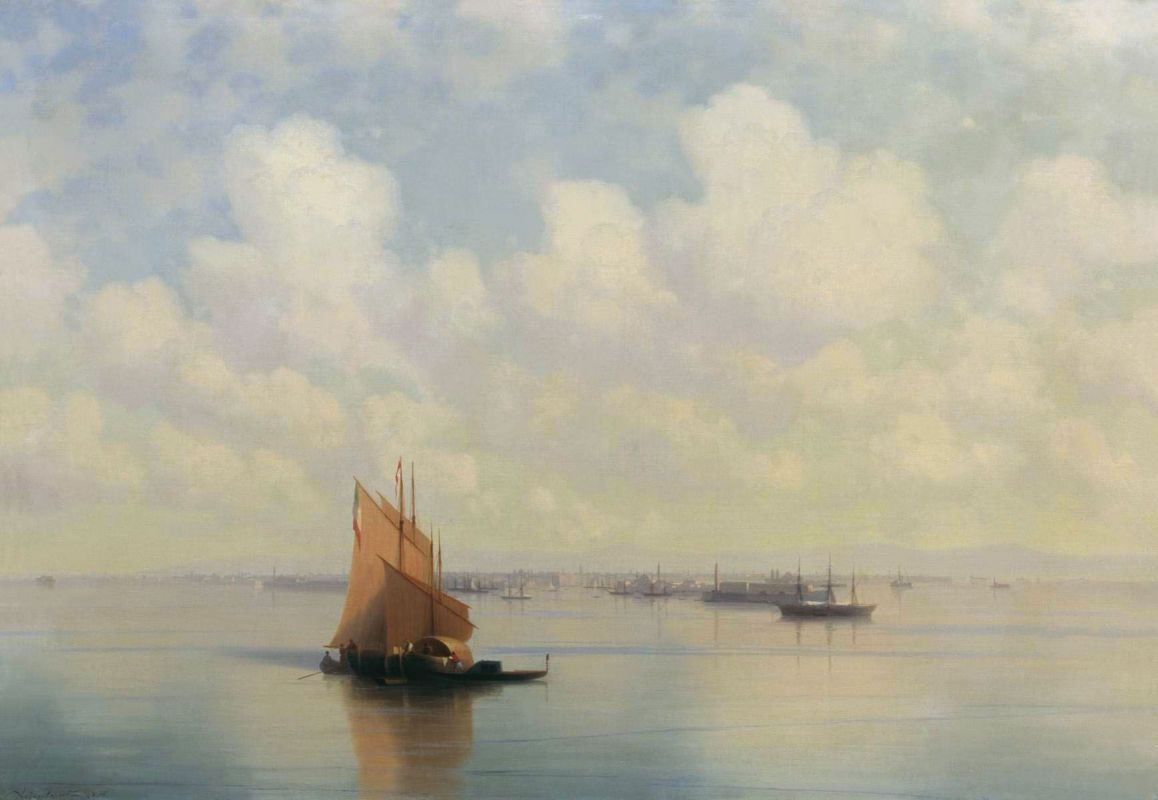
Іван Айвазовський. «Морський пейзаж»
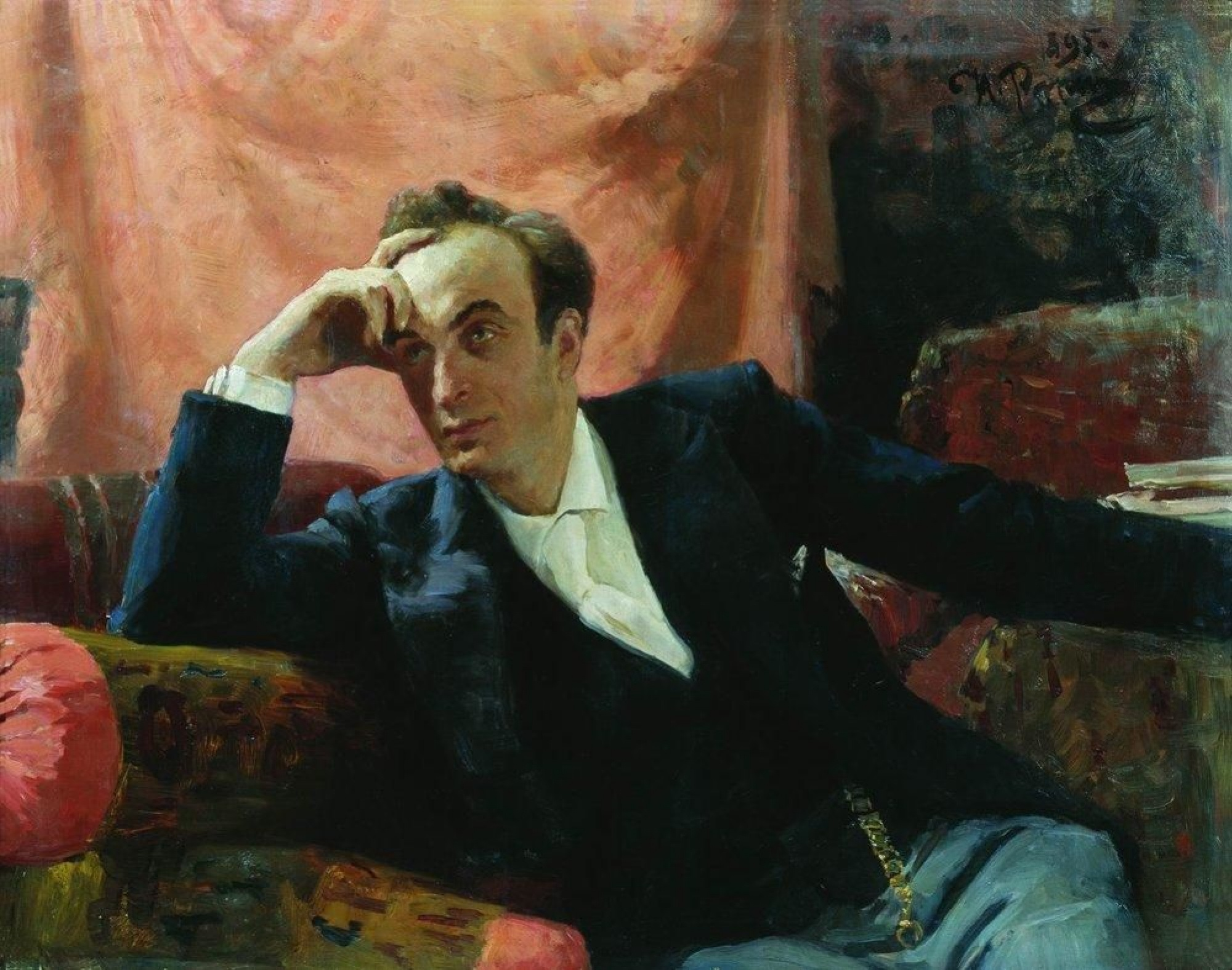
Ілля Рєпін. «Портрет артиста Григорія Григоровича Ге»
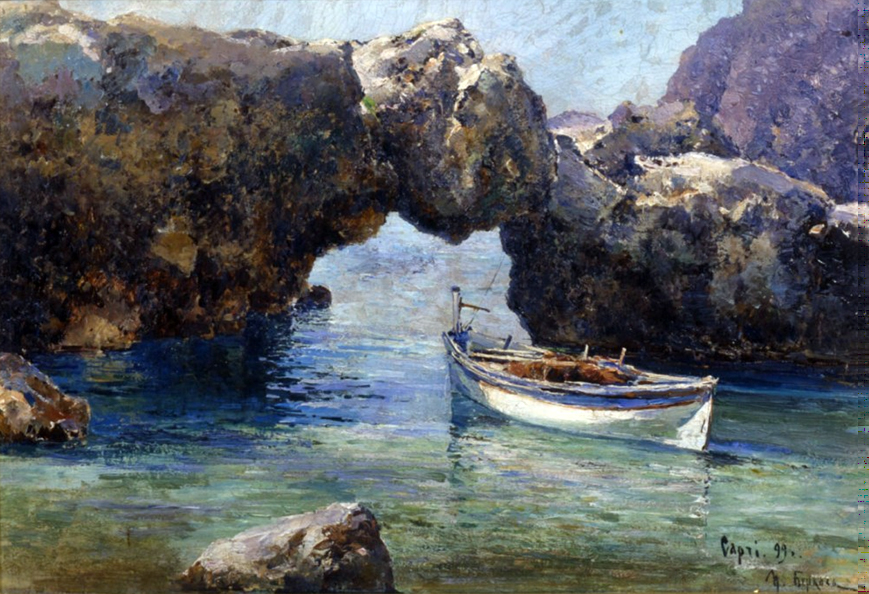
Михайло Беркос. «Капрі»
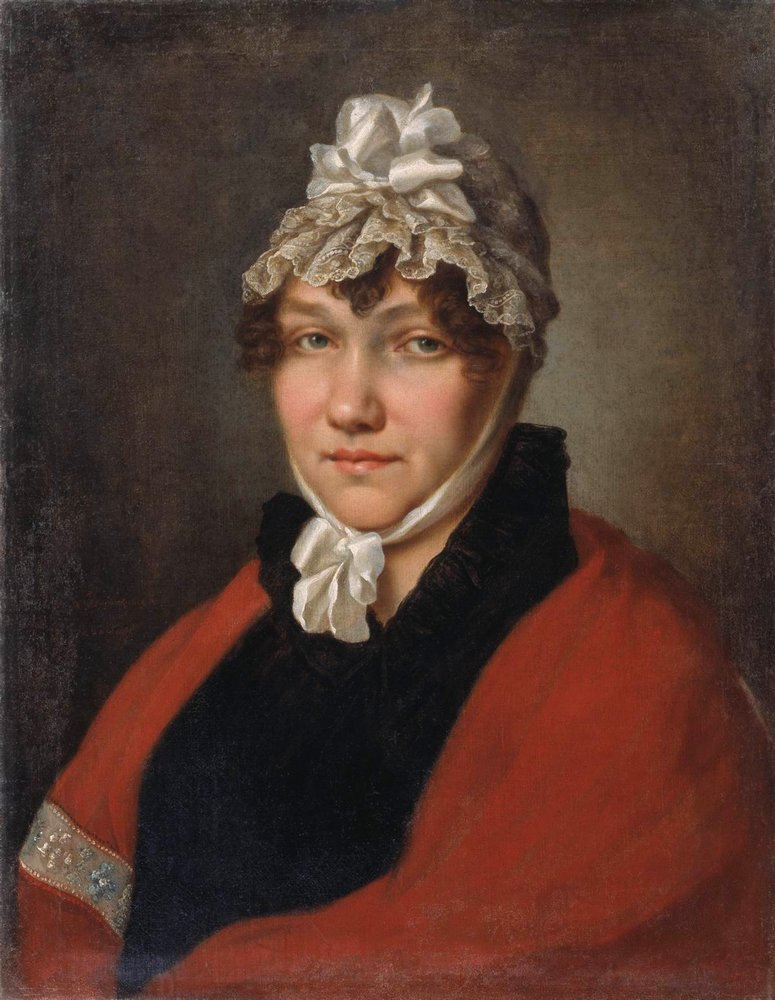
Володимир Боровиковський. Жіночий портрет
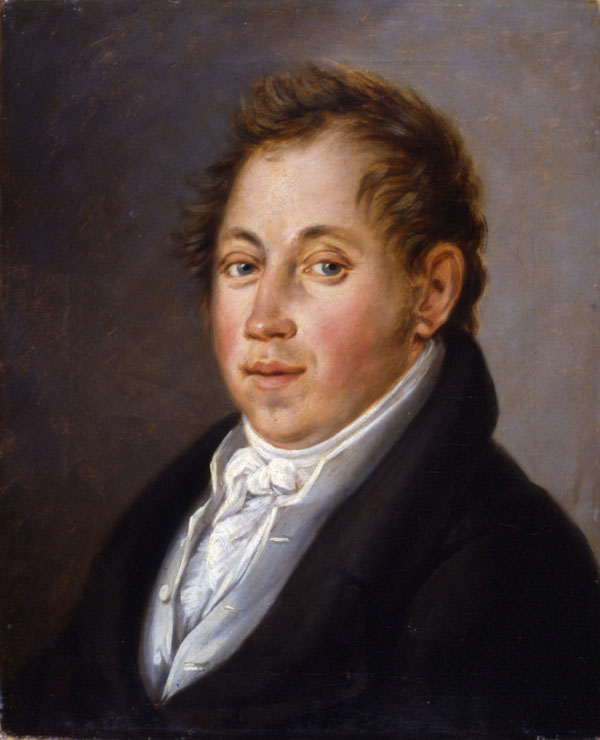
Василь Тропінін. «Портрет тульського поміщика В. І. Бібікова»
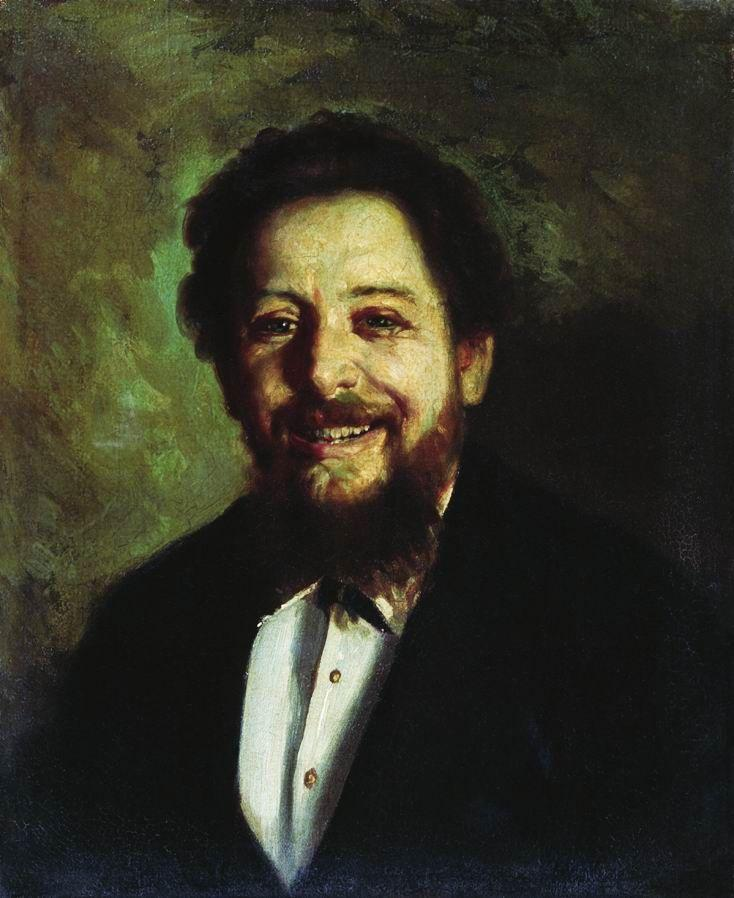
Микола Неврев. Портрет усміхненого чоловіка
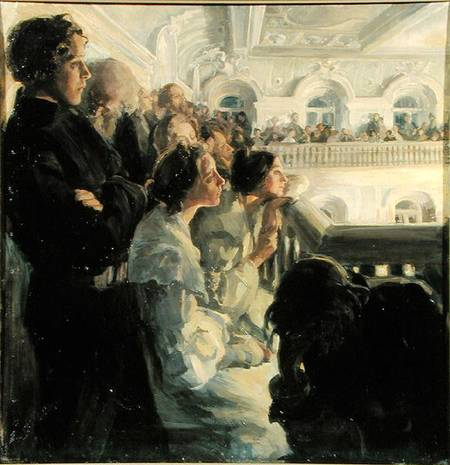
Антоніна Ржевська. «Музика»